# スポーツMAX
『スポーツMAX』（スポーツ・マックス）は、1997年9月29日から2005年9月30日まで放送された日本テレビ（NNN）平日深夜のスポーツニュース番組。正式名称は『SPORTS MAX』。金曜版である『スポーツ大MAX（スポーツデカマックス）』についてもこの項で述べる。

## 番組概要
スポーツニュースとバラエティ番組の2部制番組『TVじゃん!!』が『ZZZ』に引き継がれる。その中のスポーツニュース番組『スポーツMAX』として始まる。放送時間は『TVじゃん!!』より5分短い20分番組で、出演者はキャスターと解説の2人体制。2002年4月からは『NNNきょうの出来事』の後半のコーナーとして内含。2004年4月から独立番組として歩む。2005年4月1日から金曜日を『スポーツ大MAX（デカマックス）』と題して40分間の番組となりリニューアル。9月、後続の「バリューナイト」枠との放送時間の入れ替えにより『スポんちゅ』と改題されることになり、終了した。
なお、テレビ宮崎、テレビ大分（いずれもクロスネット）ではフジテレビ系列のネット受けの日にプロ野球中継が行われ、それが延長した場合についてはきょうの出来事と同じ様にネットワーク用映像素材を各局で録画し、きょうの出来事に続いて放映した。
開始当初は『TVじゃん!!』から引き続き関谷亜矢子がキャスター、コメンテーターは中畑清、山本浩二、掛布雅之。1998年10月にキャスターが関谷から角田久美子に、コメンテーターも山本に代わって松岡修造が出演。2002年1月から西尾由佳理に交代。
1999年4月に「NNNニュースプラス1」が1995年4月以来4年ぶりに一部ネットセールスに切り替え、当番組はローカルセールスに格下げするが、2005年1月に金曜日のみ一部ネットセールスが復活した。
2003年4月からは長嶋一茂、宮本和知、山本舞衣子が水・木曜日担当に加わり、西尾は月・火・金曜の出演となった。担当する曜日にどちらか1人のアナウンサーが海外取材などで出演できなくとも、もう1人のアナウンサーが出演できる様にした。ただし、山本の後任の杉上佐智枝は3月まで『ニュース朝いち430』を兼務していたため、西尾の代役は阿部哲子や村山喜彦が務めた。
西尾が『ズームイン!!SUPER』担当のために降板するとともに番組は勢いを失い、『スポんちゅ』へとリニューアルされる一因となった。

## 歴代の放送時間
| 期間      | 期間       | 月曜 - 木曜            | 金曜                   | 備考                     |
| --------- | ---------- | ---------------------- | ---------------------- | ------------------------ |
| 1997.9.29 | 1999.3.26  | 23:25 - 23:45（20分）  | 23:55 - 翌0:15（20分） | 『ZZZ』に内包            |
| 1999.3.29 | 2002.3.29  | 23:25 - 23:37（12分）  | 23:55 - 翌0:07（12分） | 『ZZZ』に内包            |
| 2002.4.1  | 2002.9.27  | 23:28 - 23:50（22分）  | 翌0:00 - 0:20（20分）  | 『きょうの出来事』に内包 |
| 2002.9.30 | 2003.3.28  | 23:58 - 翌0:20（22分） | 翌0:00 - 0:20（20分）  | 『きょうの出来事』に内包 |
| 2003.3.31 | 2004.4.2   | 翌0:03 - 0:28（25分）  | 翌0:04 - 0:28（24分）  | 『きょうの出来事』に内包 |
| 2004.4.5  | 2004.12.24 | 23:25 - 23:40（15分）  | 23:59 - 翌0:14（15分） | 再び独立番組に           |
| 2005.1.3  | 2005.3.25  | 23:25 - 23:40（15分）  | 23:59 - 翌0:24（25分） |                          |
| 2005.3.28 | 2005.9.30  | 23:25 - 23:40（15分）  | 23:59 - 翌0:39（40分） | 「大MAX」スタート        |

## 出演者

### キャスター・コメンテーター
| 期間       | 期間       | キャスター | キャスター | キャスター | キャスター | キャスター | コメンテーター | コメンテーター | コメンテーター | コメンテーター | コメンテーター |
| 期間       | 期間       | 月曜       | 火曜       | 水曜       | 木曜       | 金曜       | 月曜           | 火曜           | 水曜           | 木曜           | 金曜           |
| ---------- | ---------- | ---------- | ---------- | ---------- | ---------- | ---------- | -------------- | -------------- | -------------- | -------------- | -------------- |
| 1997.9.29  | 1998.10.2  | 関谷亜矢子 | 関谷亜矢子 | 関谷亜矢子 | 関谷亜矢子 | 関谷亜矢子 | 中畑清         | 中畑清         | 山本浩二       | 掛布雅之       | 掛布雅之       |
| 1998.10.5  | 2001.12.28 | 角田久美子 | 角田久美子 | 角田久美子 | 角田久美子 | 角田久美子 | 松岡修造       | 中畑清         | 中畑清         | 掛布雅之       | 掛布雅之       |
| 2002.1.4   | 2003.3.28  | 西尾由佳理 | 西尾由佳理 | 西尾由佳理 | 西尾由佳理 | 西尾由佳理 | 松岡修造       | 中畑清         | 中畑清         | 掛布雅之       | 掛布雅之       |
| 2003.3.31  | 2004.4.2   | 西尾由佳理 | 西尾由佳理 | 山本舞衣子 | 山本舞衣子 | 西尾由佳理 | 松岡修造       | 中畑清         | 長嶋一茂       | 宮本和知       | 掛布雅之       |
| 2004.4.5   | 2004.11.26 | 西尾由佳理 | 西尾由佳理 | 山本舞衣子 | 山本舞衣子 | 西尾由佳理 | 北澤豪         | 中畑清         | 長嶋一茂       | 宮本和知       | 掛布雅之       |
| 2004.11.29 | 2004.12.24 | 西尾由佳理 | 西尾由佳理 | 西尾由佳理 | 西尾由佳理 | 西尾由佳理 | 北澤豪         | 中畑清         | 長嶋一茂       | 宮本和知       | 掛布雅之       |
| 2005.1.3   | 2005.4.1   | 西尾由佳理 | 西尾由佳理 | 杉上佐智枝 | 杉上佐智枝 | 西尾由佳理 | 北澤豪         | 中畑清         | 長嶋一茂       | 宮本和知       | 掛布雅之       |
| 2005.4.4   | 2005.9.30  | 阿部哲子   | 阿部哲子   | 杉上佐智枝 | 杉上佐智枝 | 阿部哲子   | 北澤豪         | 中畑清         | 長嶋一茂       | 宮本和知       | 掛布雅之       |

備考
- 関谷は『TVじゃん!!』から続投。
- 角田から西尾への交代が改編期より早まったのは、角田が2002年2月に開催されたソルトレークシティオリンピックの取材を担当するためで、西尾の入社9ヶ月でのキャスター就任は当時の日本テレビとしては異例中の起用となった。
- 杉上は2005年3月まで『ニュース朝いち430』を兼務していたため、西尾の代役は阿部や村山喜彦が務めた。
- 番組終了時の出演者は全員『スポんちゅ』も続投。その後番組の『NEWS ZERO』では長嶋は水曜キャスターを、北澤はサッカーコメンテーターを務めている。

### 「大MAX」のみの出演者
- 上重聡（サブキャスター）
- 中居正広（マンスリープロデューサーとして不定期出演）

その他、中居の出演のない週は週替わりのゲストコメンテーターが登場する。

### ナレーション
- 伊津野亮（いづの☆りょう名義。全期間担当）

## 主なコーナー
月曜 - 木曜の放送時間が15分間になって以降、定例コーナーは減少傾向にあった。
The key
月曜定例の、「北澤豪がスポーツを読み解く鍵を探す」というコンセプトの特集コーナー。北澤が担当することもあってか、サッカー日本代表を取り上げることが多く、末期は実質的にサッカーオンリーのコーナーになりつつあった。2004年12月からは、視聴者の質問を毎週取り上げるマイナーチェンジ版「The key クエスチョン」も登場したが、数回のみの放送に終わっている。
掛布刑事
金曜版「大MAX」のメインコーナー。その日のジャイアンツの試合における掛布の試合解説に対して、ターゲットとなった選手がその解説を3段階評価する。尚、選手のインタビューは上重が担当（従ってジャイアンツが関東圏以外で試合を行う場合は、上重のみあるいはレギュラー全員がその地元系列局から出演した）。
プロ野球女性人気向上計画
金曜版「大MAX」のコーナーの一つ。中居正広がメインを務めるコーナーで、プロ野球の女子高生人気を高めるためにさまざまな企画を取り行った。
アベッQ
金曜版「大MAX」のコーナーの一つ。阿部の野球等に関する疑問に掛布が答えた。
MOTER MAX
2005年1月、放送枠が15分から25分に拡大された際に新設された金曜日の定例コーナー。インディーカーレースの魅力を紹介する。大MAXになっても継続されたが、タイトルの呼称はされなくなった。
本コーナー放送日は本田技研工業がネットスポンサーとなっており、かつて同社提供で放送されていたモータースポーツ情報番組枠（『U・S』→『U・S改』→『BOON!』→『MOBI』）の系譜を引き継いでいる。
掛布のおもてなし
野球シーズンオフの金曜日に放送されるコーナー。掛布が有名スポーツ選手と招いて、自らの手料理をご馳走しつつトークを交わす。後番組「大スポんちゅ」には引き継がれず。
西スポ今日の一面
西尾由佳理が編集長を務める「西尾スポーツ」の一面という形で、さまざまな分野のスポーツの話題を取り上げていた。2002年4月からスタート、当初は（FIFAサッカーワールドカップの時期は例外だったが）ほぼ毎日のペースで放送されていたが、2004年に枠縮小となってからは不定期にしか放送されなくなった。初期の頃のコーナータイトル映像は、西尾の取材シーンで構成されていた（その後2度変更されている）。タイトルナレーションは以下の通り。
「西尾由佳理·責任編集!西スポ今日の一面!!」（2002.4 - 2003.3）
「どこへも行きます!調べます!2年目突入、西スポ今日の一面!!」（2003.4 - 2003.12）
「一ネタ一ネタ愛を込めて!西スポ今日の一面!!」（2004.1 - 2005.3）
尚、時々コメンテーターが編集長役を務める事もあり、その際は「修造スポーツ（修スポ）」「清スポーツ（清スポ）」「掛布スポーツ（掛スポ）」となり、タイトル映像もコメンテーターの現役時代を中心に構成していた。

又西尾週5日担当時代、西尾欠席で他のアナウンサーが担当する時にその代理アナバージョンに変更してコーナーを放送していたことがある（河本香織（当時）出演の際には「河スポ」、山本真純出演の際には「山スポ」）。その際のタイトル映像は代理アナの過去の出演番組のシーンから抜粋していた。なお、西尾の担当が週3日になってからはそのようなケースはなくなった（西尾欠席時には殆ど山本舞衣子が代理を務めていたため）。

実在するスポーツ新聞「西日本スポーツ」との関係は特にない。
宮本和知の巨人大G典
シーズンオフを中心に放送されるコーナー。ジャイアンツ関連の知られざるエピソードを五十音順に紹介。
修造チェック
一週間のスポーツの話題をいくつか取り上げ、その中の一つを松岡修造が解説していた。
長嶋一茂のゴールドラッシュ
アテネオリンピック直前期に放送されていた水曜定例コーナー。金メダル候補の選手を取り上げていた。
山本舞衣子のスポーツ解体新書
山本舞衣子担当当初、担当曜日に展開されていたコーナー。